# Discografia de Exo

A discografia de Exo, um grupo masculino sino-coreano formado em 2011 pela S.M. Entertainment, consiste em quatro álbuns de estúdio, um álbum ao vivo, cinco extended plays e vinte e dois singles. Inicialmente dividido nos subgrupos EXO-K e EXO-M, promovia-se respectivamente na Coreia do Sul e na China. Com exceção do single colaborativo "Dancing King", das faixas do álbum Exology Chapter 1: The Lost Planet e dos lançamentos em língua japonesa, todas as demais canções do grupo foram lançadas em, no mínimo, duas versões linguísticas diferentes: coreana e mandarim.
Sua estreia oficial ocorreu em 8 de abril de 2012 com o lançamento do single "Mama" do EP homônimo. No ano seguinte, os subgrupos juntaram-se pela primeira vez para as promoções da faixa-título de seu primeiro álbum de estúdio, intitulado XOXO. As canções do álbum alcançaram o topo de quase todas as paradas sul-coreanas e chinesas. XOXO também alcançou a primeira posição da Parada de Álbuns Mundiais da Billboard uma semana após o lançamento. Após o lançamento de uma versão repaginada, que contou com a inclusão do hit single "Growl", foi acumulado mais de um milhão de cópias vendidas do álbum, tornando EXO o primeiro artista de K-pop em 12 anos a ultrapassar a marca.
Em novembro de 2015, realizou seu primeiro lançamento japonês com o CD single "Love Me Right ～romantic universe～". Após Exodus (2015), Ex'Act (2016) e The War (2017) alcançarem um milhão de cópias vendidas, o grupo tornou-se o primeiro artista da história do K-pop a receber o título "Vendedor de Quatro Milhões". Até novembro de 2016, o grupo havia vendido mais de 32 milhões de cópias na Coreia do Sul, incluindo vendas físicas e digitais da subunidade e de trabalhos individuais.

## Álbuns

### Álbuns de estúdio
| XOXO                                                                                     | - Lançamento: 3 de junho de 2013 - Gravadoras: S.M. Entertainment e Genie Music - Formatos: CD, download digital e streaming      | 1 (Kiss) 2 (Hug) | —   | —  | —                 | —  | 1 | —   | - : 1,272,286+ - : 148,000+           | - : Ouro    |
| XOXO                                                                                     | - Relançamento: 5 de agosto de 2013 - Gravadoras: S.M. Entertainment e Genie Music - Formatos: CD, download digital e streaming   | 1 (Kiss) 2 (Hug) | —   | —  | —                 | —  | 1 | —   | - : 1,272,286+ - : 148,000+           | - : Ouro    |
| Exodus                                                                                   | - Lançamento: 30 de março de 2015 - Gravadoras: S.M. Entertainment e Genie Music - Formatos: CD, download digital e streaming     | 1 (Kor) 2 (Chn)  | —   | —  | —                 | —  | 1 | 95  | - : 1,255,875+ - : 84,640+ - : 6,000+ | - : Platina |
| Exodus                                                                                   | - Relançamento: 3 de junho de 2015 - Gravadoras: S.M. Entertainment e Genie Music - Formatos: CD, download digital e streaming    | 1 (Kor) 2 (Chn)  | —   | —  | —                 | —  | — | 95  | - : 1,255,875+ - : 84,640+ - : 6,000+ | - : Platina |
| Ex'Act                                                                                   | - Lançamento: 9 de junho de 2016 - Gravadora: S.M. Entertainment e Genie Music - Formatos: CD, download digital e streaming       | 1 (Kor) 2 (Chn)  | —   | —  | —                 | —  | 2 | —   | - : 1,164,262+ - : 61,988+            | - : Platina |
| Ex'Act                                                                                   | - Relançamento: 18 de agosto de 2016 - Gravadoras: S.M. Entertainment e Genie Music - Formatos: CD, download digital e streaming  | 1 (Kor) 2 (Chn)  | —   | —  | —                 | —  | 2 | —   | - : 1,164,262+ - : 61,988+            | - : Platina |
| The War                                                                                  | - Lançamento: 19 de julho de 2017 - Gravadora: S.M. Entertainment e Genie Music - Formatos: CD, download digital e streaming      | 1 (Kor) 2 (Chn)  | 92  | 76 | 11 (Kor) 35 (Chn) | 93 | 1 | 87  | - : 1,079,877+ - : 25,587+ - : 7,000+ |             |
| The War                                                                                  | - Relançamento: 5 de setembro de 2017 - Gravadoras: S.M. Entertainment e Genie Music - Formatos: CD, download digital e streaming | 1 (Kor) 2 (Chn)  | 92  | 76 | 7 (Kor) 25 (Chn)  | 93 | 1 | 87  | - : 1,079,877+ - : 25,587+ - : 7,000+ |             |
| Don't Mess Up My Tempo                                                                   | - Lançamento: 2 de novembro de 2018 - Gravadora: S.M. Entertainment - Formatos: CD, download digital e streaming                  | 1                | 84  | 74 | 3                 | —  | 1 | 23  |                                       |             |
| Obsession                                                                                | - Lançamento: 27 de novembro de 2019 - Gravadora: S.M. Entertainment - Formatos: CD, download digital e streaming                 | 1                | 124 | —  | 16                | —  | 1 | 182 |                                       |             |
| Em japonês                                                                               | |                  |     |    |                   |    |   |     |                                       |             |
| Countdown                                                                                | - Lançamento: 31 de janeiro de 2018 - Gravadora: Aven Trax - Formatos: CD, download digital e streaming                           | —                | —   | —  | 1                 | —  | 4 | —   | - : 123,489                           | - : Ouro    |
| "—" indica lançamentos que não figuraram nas paradas ou não foram lançados nessa região. | |                  |     |    |                   |    |   |     |                                       |             |

### Álbuns ao vivo
| Título                                                                                   | Detalhes do álbum | Melhores posições nas paradas | Melhores posições nas paradas | Vendas                  |
| Título                                                                                   | Detalhes do álbum | KOR                           | JPN                           | Vendas                  |
| ---------------------------------------------------------------------------------------- | --- | ----------------------------- | ----------------------------- | ----------------------- |
| Exology Chapter 1: The Lost Planet                                                       | - Lançamento: 22 de dezembro de 2014 - Gravadoras: S.M. Entertainment e Genie Music - Formatos: CD e download digital | 1                             | 22                            | - : 80,000+ - : 10,568+ |
| "—" indica lançamentos que não figuraram nas paradas ou não foram lançados nessa região. | |                               |                               |                         |

## Extended plays
| Mama                                                                                     | - Lançamento: 9 de abril de 2012 - Gravadoras: S.M. Entertainment e KMP Holdings - Formato: CD e download digital     | 1 (Exo-K) 4 (Exo-M) | 33 (Exo-K) 63 (Exo-M) | 8 (Exo-K) 12 (Exo-M) | —           | - : 501,834+ - : 61,046+            |
| Miracles in December                                                                     | - Lançamento: 9 de dezembro de 2013 - Gravadoras: S.M. Entertainment e Genie Music - Formatos: CD e download digital  | 1 (KOR) 2 (CHN)     | 7 (KOR) 20 (CHN)      | 1                    | —           | - : 557,182+ - : 41,327+            |
| Overdose                                                                                 | - Lançamento: 21 de abril de 2014 - Gravadoras: S.M. Entertainment e Genie Music - Formatos: CD e download digital    | 1 (EXO-K) 2 (EXO-M) | 3 (EXO-K) 5 (EXO-M)   | 2 (EXO-K) 5 (EXO-M)  | 129 (EXO-K) | - : 685,926+ - : 55,782+ - : 3,000+ |
| Sing for You                                                                             | - Lançamento: 10 de dezembro de 2015 - Gravadoras: S.M. Entertainment e Genie Music - Formatos: CD e download digital | 1 (KOR) 2 (CHN)     | 6 (KOR) 12 (CHN)      | 6                    | —           | - : 507,480+ - : 34,500+            |
| For Life                                                                                 | - Lançamento: 18 de dezembro de 2016 - Gravadoras: S.M. Entertainment e Genie Music - Formatos: CD e download digital | 1                   | 7                     | 9                    | —           | - : 442,592+ - : 22,826+            |
| "—" indica lançamentos que não figuraram nas paradas ou não foram lançados nessa região. | |                     |                       |                      |             |                                     |

## Singles
| Título                                                                                   | Ano        | Melhores posições nas paradas | Melhores posições nas paradas | Melhores posições nas paradas | Melhores posições nas paradas | Melhores posições nas paradas | Melhores posições nas paradas | Melhores posições nas paradas | Melhores posições nas paradas | Vendas                             | Certificações | Álbum                               |
| Título                                                                                   | Ano        | CHN                           | KOR                           | KOR                           | JPN                           | JPN                           | CAN                           | PHL                           | US World                      | Vendas                             | Certificações | Álbum                               |
| Título                                                                                   | Ano        | CHN                           | Gaon                          | Billboard                     | Oricon                        | Billboard                     | CAN                           | PHL                           | US World                      | Vendas                             | Certificações | Álbum                               |
| Em coreano                                                                               | Em coreano | Em coreano                    | Em coreano                    | Em coreano                    | Em coreano                    | Em coreano                    | Em coreano                    | Em coreano                    | Em coreano                    | Em coreano                         | Em coreano    | Em coreano                          |
| ---------------------------------------------------------------------------------------- | ---------- | ----------------------------- | ----------------------------- | ----------------------------- | ----------------------------- | ----------------------------- | ----------------------------- | ----------------------------- | ----------------------------- | ---------------------------------- | ------------- | ----------------------------------- |
| "What Is Love"                                                                           | 2012       | —                             | 110                           | 95                            | —                             | —                             | —                             | —                             | —                             | - : 72,749+                        | —             | MAMA                                |
| "History"                                                                                | 2012       | —                             | 86                            | —                             | —                             | —                             | —                             | —                             | 4                             | - : 181,698+                       | —             | MAMA                                |
| "Mama"                                                                                   | 2012       | —                             | 46                            | 89                            | —                             | —                             | —                             | —                             | —                             | - : 383,359+                       | —             | MAMA                                |
| "늑대와 미녀 (Wolf)"                                                                     | 2013       | —                             | 10                            | 25                            | —                             | —                             | —                             | —                             | 4                             | - : 534,603+                       | —             | XOXO                                |
| "으르렁 (Growl)"                                                                         | 2013       | —                             | 2                             | 3                             | —                             | —                             | —                             | —                             | 3                             | - : 2,018,779+                     | —             | Growl                               |
| "12월의 기적 (Miracles in December)"                                                     | 2013       | —                             | 2                             | 3                             | —                             | —                             | —                             | —                             | 3                             | - : 789,317+                       | —             | Miracles in December                |
| "중독 (Overdose)"                                                                        | 2014       | —                             | 2                             | 2                             | —                             | —                             | —                             | —                             | 2                             | - : 1,168,390+                     | —             | Overdose                            |
| "December, 2014 (The Winter's Tale)"                                                     | 2014       | —                             | 1                             | —                             | —                             | —                             | —                             | —                             | 14                            | - : 176,154+                       | —             | Exology Chapter 1: The Lost Planet  |
| "Call Me Baby"                                                                           | 2015       | —                             | 2                             | —                             | —                             | —                             | 98                            | —                             | 2                             | - : 1,229,566+ - : 5,000+ - : 200+ | —             | EXODUS                              |
| "Love Me Right"                                                                          | 2015       | —                             | 1                             | —                             | —                             | 33                            | —                             | —                             | 3                             | - : 1,142,627+                     | —             | Love Me Right                       |
| "Lightsaber"                                                                             | 2015       | —                             | 9                             | —                             | —                             | 84                            | —                             | —                             | 3                             | - : 242,162+                       | —             | Sing for You                        |
| "Sing for You"                                                                           | 2015       | 4                             | 3                             | —                             | —                             | —                             | —                             | —                             | —                             | - : 710,424+                       | —             | Sing for You                        |
| "Unfair"                                                                                 | 2015       | —                             | 10                            | —                             | —                             | —                             | —                             | —                             | 9                             | - : 515,703+                       | —             | Sing for You                        |
| "Monster"                                                                                | 2016       | 2                             | 1                             | —                             | —                             | 9                             | —                             | —                             | 1                             | - : 830,155+                       | —             | EX'ACT                              |
| "Lucky One"                                                                              | 2016       | 3                             | 5                             | —                             | —                             | —                             | —                             | —                             | 3                             | - : 433,399+                       | —             | EX'ACT                              |
| "Lotto"                                                                                  | 2016       | 2                             | 2                             | —                             | —                             | —                             | —                             | —                             | 1                             | - : 433,633+                       | —             | Lotto                               |
| "Dancing King" (com Yoo Jae-suk)                                                         | 2016       | —                             | 2                             | —                             | —                             | —                             | —                             | —                             | 2                             | - : 648,506+                       | —             | S.M. Station Season 1               |
| "For Life"                                                                               | 2016       | 6                             | 7                             | —                             | —                             | —                             | —                             | —                             | —                             | - : 215,231+                       | —             | For Life                            |
| "Ko Ko Bop"                                                                              | 2017       | 2                             | 1                             | —                             | —                             | 39                            | —                             | 53                            | 2                             | - : 1,066,581+                     | —             | The War                             |
| "Power"                                                                                  | 2017       | ASA                           | ASA                           | —                             | ASA                           | ASA                           | ASA                           | ASA                           | ASA                           | ASA                                | —             | The War: The Power Of Music         |
| Em japonês                                                                               |            |                               |                               |                               |                               |                               |                               |                               |                               |                                    |               |                                     |
| "Love Me Right 〜romantic universe〜"                                                    | 2015       | —                             | 10                            | —                             | 1                             | 1                             | —                             | —                             | —                             | - : 197,008+ - : 11,469+           | RIAJ: Platina | Love Me Right ～romantic universe～ |
| "Coming Over"                                                                            | 2016       | —                             | 15                            | —                             | 2                             | 3                             | —                             | —                             | —                             | - : 157,003+ - : 15,431+           | RIAJ: Platina | Coming Over                         |
| "—" indica lançamentos que não figuraram nas paradas ou não foram lançados nessa região. |            |                               |                               |                               |                               |                               |                               |                               |                               |                                    |               |                                     |

## Outras canções
| Título | Ano        | Melhores posições nas paradas | Melhores posições nas paradas | Melhores posições nas paradas | Melhores posições nas paradas | Vendas (DL)  | Álbum                               |
| Título | Ano        | CHN                           | KOR                           | KOR                           | US World                      | Vendas (DL)  | Álbum                               |
| Título | Ano        | CHN                           | KOR                           | Billboard                     | US World                      | Vendas (DL)  | Álbum                               |
| Em coreano | Em coreano | Em coreano                    | Em coreano                    | Em coreano                    | Em coreano                    | Em coreano   | Em coreano                          |
| --- | ---------- | ----------------------------- | ----------------------------- | ----------------------------- | ----------------------------- | ------------ | ----------------------------------- |
| "인어의 눈물 (Baby Don't Cry)" | 2013       | 2                             | 31                            | 55                            | 6                             | - : 220,104+ | XOXO                                |
| "Black Pearl" | 2013       | —                             | 81                            | 99                            | 8                             | - : 61,414+  | XOXO                                |
| "나비소녀 (Don't Go)" | 2013       | 5                             | 54                            | 58                            | 13                            | - : 135,482+ | XOXO                                |
| "Let Out the Beast" | 2013       | —                             | 97                            | —                             | 10                            | - : 38,111+  | XOXO                                |
| "3.6.5" | 2013       | —                             | 69                            | 88                            | 24                            | - : 117,937+ | XOXO                                |
| "Heart Attack" | 2013       | —                             | 93                            | —                             | 11                            | - : 56,060+  | XOXO                                |
| "피터팬 (Peter Pan)" | 2013       | 8                             | 78                            | 93                            | 16                            | - : 109,823+ | XOXO                                |
| "Baby" | 2013       | —                             | 100                           | —                             | 20                            | - : 55,074+  | XOXO                                |
| "My Lady" | 2013       | —                             | 64                            | 67                            | —                             | - : 95,671+  | XOXO                                |
| "늑대와 미녀 (Wolf)" (versão do Exo-K) | 2013       | —                             | 135                           | —                             | —                             | - : 21,399+  | XOXO                                |
| "XOXO (Kisses & Hugs)" | 2013       | 8                             | 15                            | 35                            | 6                             | - : 220,617+ | Growl                               |
| "Lucky" | 2013       | 13                            | 17                            | 42                            | 7                             | - : 138,799+ | Growl                               |
| "으르렁 (Growl)" (versão do Exo-K) | 2013       | —                             | 64                            | —                             | —                             | - : 21,272+  | Growl                               |
| "Christmas Day" | 2013       | 10                            | 5                             | 38                            | 10                            | - : 272,296+ | Miracles in December                |
| "The Star" | 2013       | —                             | 11                            | 53                            | 9                             | - : 128,976+ | Miracles in December                |
| "My Turn to Cry" | 2013       | 14                            | 9                             | 51                            | 7                             | - : 145,820+ | Miracles in December                |
| "첫 눈 (The First Snow)" | 2013       | —                             | 2                             | 12                            | —                             | - : 355,698+ | Miracles in December                |
| "월광 (Moonlight)" | 2014       | —                             | 5                             | 16                            | 16                            | - : 236,763+ | Overdose                            |
| "Thunder" (versão do Exo-K) | 2014       | —                             | 4                             | 11                            | 5                             | - : 282,910+ | Overdose                            |
| "Run" (versão do Exo-K) | 2014       | —                             | 7                             | 15                            | 23                            | - : 175,111+ | Overdose                            |
| "Love, Love, Love" (versão do Exo-K) | 2014       | —                             | 8                             | 21                            | 19                            | - : 169,616+ | Overdose                            |
| "Tell Me What Is Love" (D.O.) | 2014       | —                             | 44                            | —                             | 2                             | - : 29,668+  | Exology Chapter 1: The Lost Planet  |
| "Love, Love, Love" (versão acústica) | 2014       | —                             | 67                            | —                             | —                             | - : 20,196+  | Exology Chapter 1: The Lost Planet  |
| "Beautiful" (Suho) | 2014       | —                             | 75                            | —                             | —                             | - : 18,675+  | Exology Chapter 1: The Lost Planet  |
| "My Turn To Cry" (Baekhyun) | 2014       | —                             | —                             | —                             | —                             | - : 16,969+  | Exology Chapter 1: The Lost Planet  |
| "Up Rising" (Chen) | 2014       | —                             | —                             | —                             | —                             | - : 16,029+  | Exology Chapter 1: The Lost Planet  |
| "Deep Breath" (Kai) | 2014       | —                             | —                             | —                             | —                             | - : 12,485+  | Exology Chapter 1: The Lost Planet  |
| "Black Pearl" (rearranjo) (versão de estúdio) | 2014       | —                             | —                             | —                             | —                             | - : 12,134+  | Exology Chapter 1: The Lost Planet  |
| "Delight" (Chanyeol) | 2014       | —                             | —                             | —                             | —                             | - : 12,096+  | Exology Chapter 1: The Lost Planet  |
| "Transformer" | 2015       | 3                             | 19                            | —                             | 11                            | - : 136,834+ | Exodus                              |
| "시선 둘, 시선 하나 (What If..)" | 2015       | —                             | 18                            | —                             | 24                            | - : 149,815+ | Exodus                              |
| "My Answer" | 2015       | —                             | 14                            | —                             | —                             | - : 179,471+ | Exodus                              |
| "Exodus" | 2015       | 7                             | 11                            | —                             | 8                             | - : 246,534+ | Exodus                              |
| "El Dorado" | 2015       | —                             | 13                            | —                             | 7                             | - : 173,110+ | Exodus                              |
| "Playboy" | 2015       | —                             | 9                             | —                             | 18                            | - : 217,821+ | Exodus                              |
| "Hurt" | 2015       | —                             | 23                            | —                             | 14                            | - : 137,781+ | Exodus                              |
| "유성우 (Lady Luck)" | 2015       | —                             | 26                            | —                             | —                             | - : 121,701+ | Exodus                              |
| "Beautiful" | 2015       | —                             | 22                            | —                             | 19                            | - : 142,329+ | Exodus                              |
| "Tender Love" | 2015       | —                             | 4                             | —                             | 6                             | - : 326,795+ | Love Me Right                       |
| "First Love" | 2015       | —                             | 15                            | —                             | 7                             | - : 143,202+ | Love Me Right                       |
| "약속 (Exo 2014)" | 2015       | 1                             | 12                            | —                             | 5                             | - : 183,856+ | Love Me Right                       |
| "Girl x Friend" | 2015       | —                             | 16                            | —                             | 9                             | - : 238,408+ | Sing for You                        |
| "발자국 (On the snow)" | 2015       | —                             | 18                            | —                             | 23                            | - : 202,032+ | Sing for You                        |
| "Artificial Love" | 2016       | —                             | 19                            | —                             | 5                             | - : 174,177+ | Ex'Act                              |
| "Cloud 9" | 2016       | —                             | 23                            | —                             | 9                             | - : 140,986+ | Ex'Act                              |
| "Heaven" | 2016       | —                             | 16                            | —                             | 6                             | - : 234,231+ | Ex'Act                              |
| "백색소음 (White Noise)" | 2016       | —                             | 24                            | —                             | 11                            | - : 154,279+ | Ex'Act                              |
| "유리어항 (One and Only)" | 2016       | —                             | 25                            | —                             | 12                            | - : 136,159+ | Ex'Act                              |
| "They Never Know" | 2016       | —                             | 28                            | —                             | 8                             | - : 132,769+ | Ex'Act                              |
| "Stronger" | 2016       | —                             | 22                            | —                             | 13                            | - : 140,986+ | Ex'Act                              |
| "꿈 (She's Dreaming)" | 2016       | —                             | 11                            | —                             | 5                             | - : 138,854+ | Lotto                               |
| "Can't Bring Me Down" | 2016       | —                             | 15                            | —                             | 3                             | - : 95,263+  | Lotto                               |
| "Falling For You" | 2016       | —                             | 15                            | —                             | —                             | - : 101,163+ | For Life                            |
| "What I Want For Christmas" | 2016       | —                             | 18                            | —                             | —                             | - : 92,255+  | For Life                            |
| "Twenty Four" | 2016       | —                             | 26                            | —                             | —                             | - : 72,844+  | For Life                            |
| "Winter Heat" | 2016       | —                             | 24                            | —                             | —                             | - : 76,810+  | For Life                            |
| Em mandarim |            |                               |                               |                               |                               |              |                                     |
| "咆哮 (Growl)" (versão do EXO-M) | 2013       | —                             | 82                            | —                             | —                             | - : 15,984+  | XOXO                                |
| "初雪 (The First Snow)" | 2013       | —                             | 61                            | —                             | —                             | - : 27,830+  | Miracles in December                |
| "Christmas Day (圣诞节)" | 2013       | —                             | 64                            | —                             | —                             | - : 27,075+  | Miracles in December                |
| "The Star (星)" | 2013       | —                             | 65                            | —                             | —                             | - : 26,606+  | Miracles in December                |
| "My Turn To Cry (爱离开)" | 2013       | —                             | 67                            | —                             | —                             | - : 26,579+  | Miracles in December                |
| "上瘾 (Overdose)" | 2014       | 7                             | 20                            | —                             | —                             | - : 68,991+  | Overdose                            |
| "Thunder (雷电)" | 2014       | 3                             | 26                            | —                             | —                             | - : 48,059+  | Overdose                            |
| "月光 (Moonlight)" | 2014       | 2                             | 28                            | —                             | —                             | - : 45,669+  | Overdose                            |
| "Run (奔跑)" | 2014       | —                             | 29                            | —                             | —                             | - : 43,905+  | Overdose                            |
| "Love, Love, Love (梦中梦)" | 2014       | 4                             | 30                            | —                             | —                             | - : 42,808+  | Overdose                            |
| "Call Me Baby (叫我)" | 2015       | —                             | 9                             | —                             | —                             | - : 80,662+  | Exodus                              |
| "Exodus (逃脱)" | 2015       | —                             | 80                            | —                             | —                             | - : 28,566+  | Exodus                              |
| "El Dorado (黄金国)" | 2015       | —                             | 77                            | —                             | —                             | - : 28,488+  | Exodus                              |
| "My Answer (我的答案)" | 2015       | —                             | 84                            | —                             | —                             | - : 28,155+  | Exodus                              |
| "Playboy (坏男孩)" | 2015       | —                             | 83                            | —                             | —                             | - : 28,075+  | Exodus                              |
| "Transformer (变形女)" | 2015       | —                             | 87                            | —                             | —                             | - : 27,254+  | Exodus                              |
| "Beautiful (美)" | 2015       | —                             | 92                            | —                             | —                             | - : 27,011+  | Exodus                              |
| "兩個視線, 一個視線 (What If..)" | 2015       | —                             | 90                            | —                             | —                             | - : 26,852+  | Exodus                              |
| "Hurt (伤害)" | 2015       | —                             | 91                            | —                             | —                             | - : 26,912+  | Exodus                              |
| "流星雨 (Lady Luck)" | 2015       | —                             | 97                            | —                             | —                             | - : 26,207+  | Exodus                              |
| "Tender Love (就是愛)" | 2015       | 3                             | 97                            | —                             | —                             | - : 26,050+  | Love Me Right                       |
| "約定 (EXO 2014)" | 2015       | —                             | —                             | —                             | —                             | - : 25,016+  | Love Me Right                       |
| "First Love (初戀)" | 2015       | 5                             | —                             | —                             | —                             | - : 23,326+  | Love Me Right                       |
| "Sing for You (爲你而唱)" | 2015       | 2                             | —                             | —                             | —                             | - : 22,989+  | Sing for You                        |
| "偏心 (Unfair)" | 2015       | 5                             | —                             | —                             | —                             | - : 21,078+  | Sing for You                        |
| "Girl x Friend (女 x 友)" | 2015       | —                             | —                             | —                             | —                             | - : 19,597+  | Sing for You                        |
| "脚印 (On the snow)" | 2015       | —                             | —                             | —                             | —                             | - : 19,396+  | Sing for You                        |
| "Lightsaber (光劍)" (faixa bônus) | 2015       | —                             | —                             | —                             | —                             | - : 17,660+  | Sing for You                        |
| "Monster" | 2016       | —                             | 1                             | —                             | —                             | - : 20,821+  | Ex'Act                              |
| "Lucky One" | 2016       | —                             | 3                             | —                             | —                             | - : 20,325+  | Ex'Act                              |
| "Heaven" | 2016       | —                             | 5                             | —                             | —                             | - : 17,635+  | Ex'Act                              |
| "Artificial Love" | 2016       | —                             | 6                             | —                             | —                             | - : 17,313+  | Ex'Act                              |
| "Cloud 9" | 2016       | —                             | 7                             | —                             | —                             | - : 17,266+  | Ex'Act                              |
| "White Noise" | 2016       | —                             | 8                             | —                             | —                             | - : 17,415+  | Ex'Act                              |
| "One and Only" | 2016       | —                             | 9                             | —                             | —                             | - : 17,328+  | Ex'Act                              |
| "They Never Know" | 2016       | —                             | 10                            | —                             | —                             | - : 17,228+  | Ex'Act                              |
| "Stronger" | 2016       | —                             | 11                            | —                             | —                             | - : 17,101+  | Ex'Act                              |
| "一生一事 (For Life)" | 2016       | —                             | 20                            | —                             | —                             | - : 9,720+   | For Life                            |
| "再續冬季 (What I Want For Christmas)" | 2016       | —                             | 27                            | —                             | —                             | - : 8,942+   | For Life                            |
| "億萬分之一的奇跡 (Falling For You)" | 2016       | —                             | 25                            | —                             | —                             | - : 8,971+   | For Life                            |
| "二十四小時 (Twenty Four)" | 2016       | —                             | 28                            | —                             | —                             | - : 8,798+   | For Life                            |
| "暖冬 (Winter Heat)" | 2016       | —                             | 29                            | —                             | —                             | - : 8,783+   | For Life                            |
| Em japonês |            |                               |                               |                               |                               |              |                                     |
| "Drop That" | 2015       | —                             | —                             | —                             | —                             | - : 15,333+  | Love Me Right ～romantic universe～ |
| "TacTix" | 2016       | —                             | 23                            | —                             | —                             | - : 8,016+   | Coming Over                         |
| "Run This" | 2016       | —                             | 25                            | —                             | —                             | - : 7,897    | Coming Over                         |
| Instrumentais e/ou remixes |            |                               |                               |                               |                               |              |                                     |
| "Miracles in December" (versão orquestra clássica) | 2013       | —                             | 40                            | —                             | —                             | - : 42,901+  | Miracles in December                |
| "Lucky One" (inst.) | 2013       | —                             | 72                            | —                             | —                             | - : 21,237+  | Ex'Act                              |
| "Monster" (inst.) | 2013       | —                             | 77                            | —                             | —                             | - : 20,685+  | Ex'Act                              |
| "Monster" (remix LDN Noise Creeper Bass) | 2013       | —                             | 52                            | —                             | —                             | - : 39,254+  | Ex'Act                              |
| "—" indica lançamentos que não figuraram nas paradas ou não foram lançados nessa região * Posições nas paradas da China são derivadas da Baidu Weekly Singles Charts. |            |                               |                               |                               |                               |              |                                     |

## Colaborações e trilhas sonoras
| Ano | Canção                            | Álbum                               | Melhores posições nas paradas | Melhores posições nas paradas | Artista(s)                               |
| Ano | Canção                            | Álbum                               | KOR                           | KOR                           | Artista(s)                               |
| Ano | Canção                            | Álbum                               | Gaon                          | Billboard                     | Artista(s)                               |
| --- | --------------------------------- | ----------------------------------- | ----------------------------- | ----------------------------- | ---------------------------------------- |
| 2012 | "Dear My Family"                  | I AM. OST                           | 188                           | —                             | Luhan, Baekhyun, Chen e D.O. com SM Town |
| 2016 | "美好的意外 (Beautiful Accident)" | Beautiful Accident OST              | —                             | —                             | Chen e Suho                              |
| 2016 | "너를 위해 (For You)"             | Moon Lovers: Scarlet Heart Ryeo OST | 5                             | —                             | Chen, Baekhyun e Xiumin                  |
| "—" indica lançamentos que não figuraram nas paradas ou não foram lançados nessa região. Posições nas paradas da China são derivadas da Baidu Weekly Singles Charts. |                                   |                                     |                               |                               |                                          |